# 托爾瑙
托爾瑙是匈牙利的城鎮，位於該國南部，距離首府塞克薩德10公里，由托爾瑙州負責管轄，面積71.08平方公里，海拔高度71.08米，2011年人口11,439，其中約六成居民信奉天主教。